# Звукоізоляція
Звукоізоля́ція або шумоізоля́ція — здатність перепони послабити шум, що проходить крізь неї.

## Види шумів

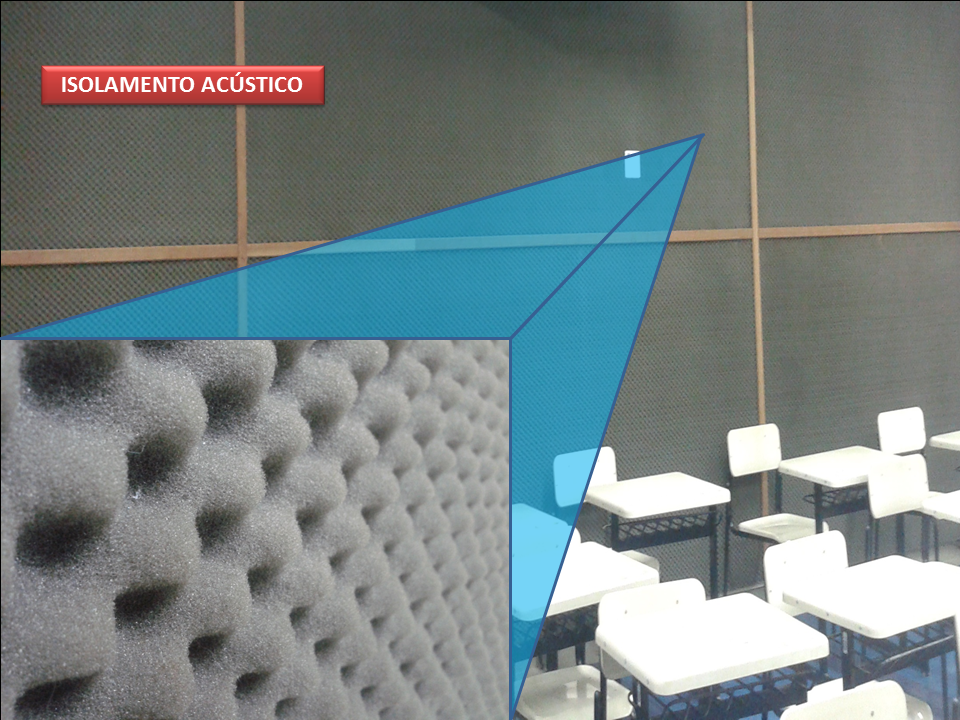
звукоізоляція

- Повітряним вважається шум, що має джерело випромінювання в повітрі (людський голос, музика, шуми звукоізоляціяінженерного обладнання, транспортного потоку тощо).
- Ударний шум — наслідок взаємодії на тверде тіло після чого шум поширюється крізь конструкцію, яка стає джерелом випромінювання (кроки по підлозі, падіння предметів на підлогу).
- Структурний шум — шум що передається твердими конструкціями будівель, незалежно від первинного джерела шуму, і розповсюджується повітряним шумом.

Величиною вимірювання звукоізоляції є децибел (дБ). Для повітряного шуму виражається як зниження рівня звукового тиску загороджувальною конструкцією при проникненні з одного приміщення до іншого, показник, що характеризує це зниження — індекс ізоляції повітряного шуму. Дана величина є інтегральною, тобто характеризує звукоізоляцію в цілому, а для детальнішого опису будови, використовуються частотні характеристики звукоізоляції.
Ударний шум описується, як рівень звукового тиску під перекриттям, внаслідок впливу на перекриття еталонної ударної машини (4 молоточки, які ударяють по перекриттю с певним періодом). За аналогією з повітрянім шумом, оцінюється за допомогою інтегрального параметру — індекс приведеного рівня звукового тиску під перекриттям.
При вимірюванні цих параметрів, також потрібні додаткові дані про час ревербарації в приміщенні та площа захисної конструкції, крізь яку проходить шум. При числовій оцінці звукоізоляції, для повітряного шуму — чим вище значення індексу, тим звукоізоляція краща; для ударного шуму — навпаки, чим нижче значення індексу, тим краще.
Будова, характеризується власною ізоляцією, а всі інші конструкції, що прилягають до неї — додатковою звукоізоляцією. Власні звукоізоляції різних конструкцій, розташованих впритул одна до одної, не можуть бути складені арифметично, будь-яка додаткова конструкція буде характеризуватись додатковою звукоізоляцією, яка буде менше її власної звукоізоляції.
Як правило, першою конструкцією виступають перегородки з цегли, бетону або пінобетону, а додатковою — комбінація акустичної вати та гіпсокартону. Також великий розголос, одержали каркасні звукоізоляційні споруди (перегородки), що являють собою металевий каркас заповнений акустичною ватою, обшитий гіпсокартоном в декілька шарів з обох боків. Такі будови, часто використовуються у готелях, офісних центрах для зменшення навантаження на перекриття без втрат у звукоізоляції. Для перекриттів типовим рішенням зменшення ударного шуму під перекриттям, є влаштування «плавальної підлоги», що реалізується як звукоізоляційна підкладка, що навантажена вагою стяжки або іншого матеріалу.
Необхідними умовами ефективної звукоізоляції є:
1) Наявність важкого шару в конструкції (цегла, бетон, для каркасних перегородок — гіпсокартон у декілька шарів).
2) Наявність звукопоглинального шару (недостатня важкість може бути урівноважена наявністю звукопоглинального шару затиснутого між масивними облицюваннями).
3) Герметичність конструкції (відсутність щілин).
4) Відсутність жорстких зв'язків (в першу чергу стосується конструкцій додаткової звукоізоляції. Жорсткі зв'язки виступають звуковими містками, крізь які проходить структурна складова шуму, яка після, передається в повітря).